# Fujikawaguchiko
Fujikawaguchiko (japanska:  富士河口湖町?, Fujikawaguchiko-machi) är en  landskommun (köping) i Yamanashi prefektur i Japan. 
Kommunen bildades 2003 genom en sammanslagning av kommunerna Kawaguchiko, Katsuyama och Ashiwada. 2006 tillkom den södra delen av kommunen Kamikuishiki. Kommunens namn kan härledas från dess läge mellan berget Fuji och sjön Kawaguchiko som är en av de fem Fuji-sjöarna. Även tre av de övriga Fuji-sjöarna, Saisjön, Shojisjön och Motosusjön ligger helt eller delvis i kommunen. 